# 20×138mmB弾
20×138mmB弾とは第二次世界大戦で対戦車ライフルと対空機関砲で使用された20mm口径弾である。

## 概要
1930年ごろにスイスのゾロターン社において開発された弾薬である。薬莢の後端が帯状になっているベルテッドケース弾と呼ばれる構造をしている。
スイスでは対戦車ライフルで採用されたほか、ドイツでは陸軍の機関砲にも採用された。 

## 使用国

### スイス
- 対戦車ライフル

  - ゾロターン S-18/1000
  - ゾロターン S-18/1100

### ドイツ
- 車載機関砲
  - KwK 30, KwK 38
- 高射機関砲
  - 2cm Flakvierling38
  - 2 cm Flak 30
  - 2 cm Flak 38
- 航空機搭載機関砲
  - MG C/30L

### イタリア
- Cannone-Mitragliera da 20/65 modello 35（ブレダM35）
- Cannone-Mitragliera da 20/77

### フィンランド
- ラハティ L-39 対戦車銃
- ラハティ L-40 高射機関砲

### ポーランド
- Nkm wz.38 FK 重機関銃